# Fernando Buesa Arena
Fernando Buesa ARENA és un pavelló multiusos de Vitòria, utilitzat pel Caja Laboral Baskonia per a jugar els seus partits de competició oficial. Té una capacitat de 15.716 espectadors, i és utilitzat sovint per a albergar cites esportives nacionals i internacionals de diferents disciplines, així com per a altres esdeveniments com grans exhibicions, concerts o festivals. És un dels pavellons multiusos més grans del nord de la península.
El seu nom rendeix homenatge al parlamentari socialista Fernando Buesa Blanco, assassinat per ETA l'any 2000 en ple cor universitari de la ciutat.